# BDZ (álbum)
BDZ es el primer álbum de estudio japonés de Twice. Fue lanzado el 12 de septiembre de 2018 por Warner Music Japan. El álbum contiene cinco canciones lanzadas anteriormente y cinco nuevas, incluida la canción del título producida por Park Jin-young. Una reedición titulada BDZ (Repackage) fue publicada el 26 de diciembre de 2018 junto a una nueva canción titulada «Stay by My Side».

## Antecedentes
El 3 de junio de 2018 en Twice 2nd Tour: Twiceland Zone 2 - Fantasy Park en Osaka, se anunció que Twice lanzaría su primer álbum japonés en otoño.. La canción del título «BDZ» se lanzó previamente como single digital el 17 de agosto, junto con el video musical que lo acompaña.

## Lanzamiento
El álbum debutó en el número 1 en el ranking diario de Oricon Albums Chart con 89,721 unidades vendidas, estableciendo un récord para las ventas más altas en el primer día de álbumes lanzados por grupos de chicas K-pop en Japón.
 Billboard Japan  registró 121,189 ventas de unidades del 10 al 12 de septiembre de 2018 y 181,605 del 10 al 16 de septiembre. El 15 de septiembre, se informó que vendió más de 292,300 copias en pedidos anticipados.

## BDZ VersiónRepackage
El 26 de diciembre de 2018 está programada la publicación de una repackage por motivo de la Navidad, que contiene Stay by My Side, el tema del drama televisivo japonés Shinya no Dame Koi Zukan, Stay by My Side se lanzó como un sencillo digital el 22 de octubre junto con un video musical making que muestra la grabación de Twice.

## Lista de canciones
| N.º   | Título            | Letras                         | Música                         | Arreglos                  | Duración |  |
| 1.    | «BDZ»             | J.Y. Park "The Asiansoul"      | J.Y. Park "The Asiansoul"      | J.Y. Park "The Asiansoul" | 3:17     |  |
| 2.    | «One More Time»   | Natsumi Watanabe               | Na.Zu.Na                       | Na.Zu.Na                  | 3:03     |  |
| 3.    | «Candy Pop»       | Min Lee "collapsedone"         | Min Lee "collapsedone"         | Min Lee "collapsedone"    | 3:22     |  |
| 4.    | «L.O.V.E»         | Na.Zu.Na                       | Na.Zu.Na                       | Na.Zu.Na                  | 3:23     |  |
| 5.    | «Wishing»         | Eri Osanai                     | Albi Albertsson                | Mussashi                  | 4:32     |  |
| 6.    | «Say It Again»    | Min Lee "collapsedone"         | Min Lee "collapsedone"         | Min Lee "collapsedone"    | 3:23     |  |
| 7.    | «Wake Me Up»      | Natsumi Watanabe               | Atsushi Shimada                | Atsushi Shimada           | 3:31     |  |
| 8.    | «Brand New Girl»  | Na.Zu.Na                       | Na.Zu.Na                       | Na.Zu.Na                  | 3:33     |  |
| 9.    | «Be as One»       | Risa Horie                     | Kim Seung-soo                  | Kim Seung-soo             | 3:51     |  |
| 10.   | «I Want You Back» | The Corporation – (Berry Gordy | The Corporation – (Berry Gordy | Yuichi Ohno               | 3:23     |  |
| 35:18 |                   |                                |                                |                           |          |  |